# Yodelin' Slim Clark
Raymond LeRoy Clark, dit Yodelin' Slim Clark, né le 11 décembre 1917 à Springfield (Massachusetts) et mort le 5 juillet 2000 à St. Albans (Maine) est un musicien et chanteur américain de style country, particulièrement connu pour son yodel.

## Biographie
Raymond LeRoy Clark naît le 11 décembre 1917 à Springfield dans le Massachusetts. Après deux années de lycée, il devient musicien professionnel en 1932 à l'âge de quinze ans, bien qu'il se soit produit auparavant dans les grange halls (en) et les foires. En 1945, il commence à passer ses étés dans le Maine, où il s'installe en 1952. Il épouse Celia Jo Roberson en 1943, avec qui il a deux enfants, Jewel LaVerne et Wilf Carter, qui feront tous deux carrière dans la musique en général et le yodel en particulier. Il divorce en 1968 et se remarie en 1981 avec le Dr Kathleen M. Pigeon. Raymond Clark meurt le 5 juillet 2000 à St. Albans dans le Maine.

## Carrière musicale
Au début de sa carrière, il joue pour la station de radio WHAI à Greenfield dans le Massachusetts. En 1936, il joue sous le pseudonyme de « Wyoming Buck ». Quelques mois plus tard, le directeur de WHAI le rebaptise « Yodeling Slim Clark », nom de scène qu'il garde toute sa carrière. À partir de 1938, il joue pour une autre station de radio, WKNE, à Keene dans le New Hampshire, en particulier dans une émission hebdomadaire animée par Ozzie Wade. Plus tard, une fois installé dans le Maine, il se produit dans l'émission RFD Dinnerbell à Bangor. Entre 1952 et 1967, il joue régulièrement pour la radio et la télévision WABI à Bangor.
Bien que principalement soliste, il joue aussi parfois en groupe avec Red River Rangers, The Trailriders et The Trailsmen. Les musiciens de country Kenny Roberts et Dick Curless (en) (« The Tumbleweed Kid ») étaient membres respectivement des Red River Rangers et des Trailriders. En 1946, Slim signe avec Continental Records à New York, à l'invitation du yodler Elton Britt (en). Il enregistre son premier 78 tours la même année. Il enregistre pour Continental principalement des chansons traditionnelles de cowboy, des airs folkloriques, quelques chansons de Wilf Carter et quelques-unes de ses propres compositions (souvent coécrites avec Pete Roy). Clark reste chez Continental jusqu'en 1957, puis il passe par divers labels indépendants. Il enregistre quatre singles pour le label de Doc Williams (en) Wheeling en 1953, un album pour le label Canadian Arc et quelques albums pour Palomino records.
Pendant sa carrière, il enregistre plus d'une cinquantaine de 78 tours, d'une quarantaine de 45 tours et plus de vingt-cinq albums. Des exemplaires de ses 78 tours se trouvent à la bibliothèque du Country Music Hall of Fame et sont devenus des objets de collection. Il passe sur les réseaux NBC et ABC à différentes occasions.
Sa carrière de musicien western dure 70 ans, au cours de laquelle il se fait connaître aux États-Unis, au Canada, en Australie, en Nouvelle-Zélande et en Europe. Après avoir pris partiellement sa retraite au début des années 1970, il enregistre encore pour Palomino records et se produit pendant des festivals d'été.

### Récompenses
Slim remporte le concours mondial de yodle en 1974 et rejoint Jimmie Rodgers, Elton Britt (en) et Wilf Carter au Yodeler's Hall of Fame. Il est membre de la Western Music Association (en)'s Hall of Fame. Il fait aussi partie du  Walkway of Stars du Country Music Hall of Fame and Museum de Nashville, et est également admis dans divers Country Music Halls of Fame : Maine, Massachusetts et Rhode Island. En novembre 2000, il est admis à titre posthume au Cowboy Hall of Fame de Tucson.

### Influences
Les influences principales de Slim sont Jimmie Rodgers et Wilf Carter (Montana Slim). Vers 1930, après avoir entendu Montana Slim à la radio, il décide de devenir un chanteur cow-boy et en donne la définition suivante « A cowboy is anyone who lives that type of life, no matter where he is. » (« Un cowboy, c'est quelqu'un qui en adopte le style de vie, peu importe où il habite. »)